# Landessender Beromünster
Der Landessender Beromünster war eine Sendeanlage für den deutschsprachigen Mittelwellenrundfunk in der Schweiz; daneben gab es Landessender in Sottens (französisch) und Monte Ceneri (italienisch). Er erlangte während des Zweiten Weltkriegs eine internationale Bedeutung. Die Sendeanlage des deutschsprachigen Landessenders lag nicht in Beromünster selbst, sondern auf dem Gemeindegebiet von Gunzwil LU (Amt Sursee). Sie übertrug das gleichnamige öffentlich-rechtliche Programm Radio Beromünster.

## Geschichte
Der Sender nahm am 11. Juni 1931 seinen Betrieb auf und wurde bis zum 29. Dezember 2008 genutzt.
Während des Zweiten Weltkriegs war der Sender Beromünster eine der wenigen freien, nicht von diktatorischen Regimen kontrollierten Infrastrukturen der Massenmedien. Die Schweiz blieb während des Zweiten Weltkriegs neutral, was es ermöglichte, dass der Sender Beromünster weiterhin frei senden konnte. Die geografische Lage des Senders in der Zentralschweiz half auch dabei, ein breites Publikum in Mitteleuropa zu erreichen.
Der Sender Beromünster diente als wichtige Informationsquelle für die Bevölkerung in den besetzten Gebieten Europas. Er lieferte Nachrichten, die nicht von den Propagandamaschinen der Achsenmächte beeinflusst waren, und war damit eine der wenigen Möglichkeiten, unzensierte Informationen zu erhalten. Die Senderinfrastruktur des Beromünsters blieb unangetastet von den Kriegsereignissen, was bedeutete, dass er kontinuierlich senden konnte. Dies war nicht zuletzt auch durch die diplomatische Neutralität der Schweiz möglich, die es vermied, direkt in den Konflikt hineingezogen zu werden.
Der Hauptsendeturm auf dem Blosenberg steht seit 2009 unter Denkmalschutz, die Ausrüstungen des ehemaligen Mittelwellensenders sind heute im Museum für Kommunikation Bern ausgestellt. Eine Umgestaltung des Hauptsendeturms zum Museum ist in Absprache.
Im ehemaligen Betriebsgebäude des Senders befindet sich seit 2010 das Zentrum für Kunst und Kultur im Landessender Beromünster (KKLB), eine Initiative des Künstlers Werner Zihlmann alias Wetz in Zusammenarbeit mit Künstler und Direktor Silas Kreienbühl.
Im Gegensatz zu den Betriebsgebäuden ist der Sendeturm auf dem Blosenberg nicht im Besitz von Werner Zihlmann. 2021 haben Silas Kreienbühl und Wetz den Sendeturm als Künstlerduo und in Form einer Performance zum Kunstwerk erklärt. Das Kunstwerk «Sendeturm Beromünster, Wetz und Silas Kreienbühl, 2021» wurde für CHF 100'000.– an einen Sammler verkauft.

## Infrastruktur

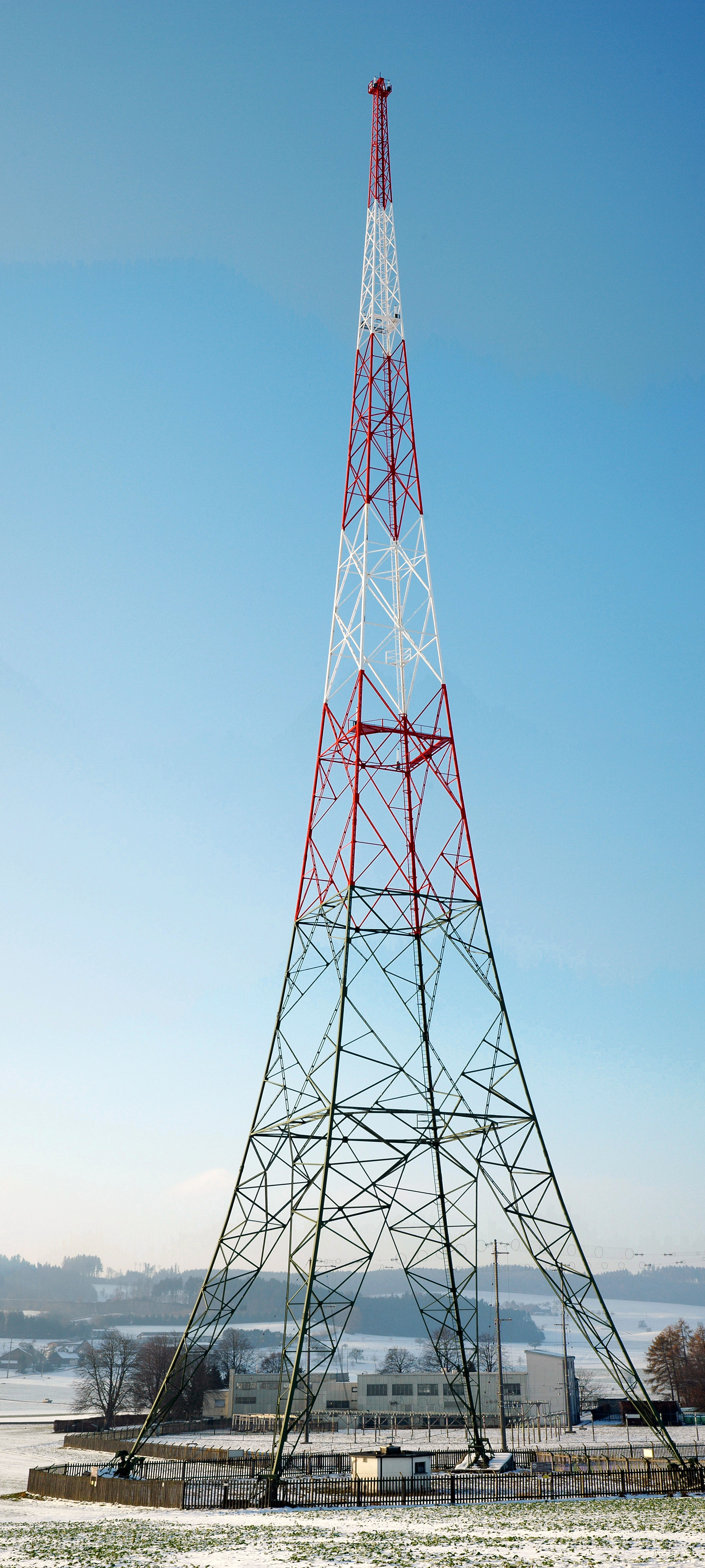
Ehemaliger Reservesendeturm Beromünster

Der Landessender Beromünster nahm als neue Mittelwellen-Sendeanlage der Schweiz am 11. Juni 1931 seinen Betrieb mit einer T-Antenne an zwei 125 m hohen Sendemasten in Gunzwil auf. Eine Erhöhung der Sendeleistung und die Errichtung des Blosenbergturms als selbststrahlender Sendemast im Jahre 1937 machten das Signal in weiten Teilen Europas empfangbar. Die zwei Türme der T-Antenne trugen weiterhin eine Antenne für Mittelwelle. 1962 wurde der Westturm abgebaut und als Sendeturm St. Chrischona für UKW-Rundfunk und TV wieder aufgebaut. Der in Gunzwil verbliebene Ostturm diente als Reservesendeturm Beromünster.
Der 1973 aufgeschaltete Landessender Sarnen ersetzte in den Nachtstunden das in der Dunkelheit (Ionosphären-Einfluss) durch Gleichkanal-Sender mittlerweile stark gestörte Signal des Landessenders Beromünster. Die Station Sarnen wurde über das Betriebsgebäude in Beromünster überwacht.
Der Sender Beromünster war mit der Umsetzung des Genfer Wellenplans ab 1978 auf Mittelwelle auf der Frequenz 531 kHz empfangbar (umgangssprachlich bekannt als «feufeinedriski») und markierte gleichzeitig das untere Ende des offiziellen Mittelwellenbereichs. Die alte Frequenz betrug 529 kHz. Zwischen 1969 und 1992 war der Landessender Beromünster zusätzlich auf einer zweiten Frequenz von 1566 kHz zu hören. Die Sendeleistung betrug zuletzt 180 kW. Im Jahr 2002 wurde festgestellt, dass der Sender bei der damaligen Sendeleistung von 600 kW die im Jahr 2000 in Kraft getretene Verordnung über Emissionsgrenzwerte für nichtionisierende Strahlung (NISV) überschreitet, was für jene Leistung eine aufwändige und kostenintensive Sanierung nötig gemacht hätte. Da der Mittelwellenrundfunk zunehmend an Bedeutung verliert, wurde beschlossen, den Sender per Ende 2008 abzuschalten. Am 29. Dezember 2008 um 00:00 Uhr MEZ wurde zuerst das Programm Musigwälle 531 vom Sender genommen. Nach drei Tagen mit einer Endlos-Ansage wurde das Trägersignal auf 531 kHz am 31. Dezember 2008 um genau 23:59:01 Uhr definitiv abgeschaltet.